# Iivaara - Jousivaara
Iivaara - Jousivaara este o arie protejată (arie specială de conservare — SAC, sit de importanță comunitară — SCI, arie de protecție specială avifaunistică — SPA) din Finlanda întinsă pe o suprafață de 2.407 ha, integral pe uscat.

## Localizare
Centrul sitului Iivaara - Jousivaara este situat la coordonatele 65°47′36″N 29°42′23″E / 65.7933°N 29.7064°E.

## Înființare
Situl Iivaara - Jousivaara a fost declarat sit de importanță comunitară în august 1998 pentru a proteja 1 specie de plante și 29 de specii de animale. Alte tipuri de protecție:
- arie de protecție specială avifaunistică (în august 1998)[2]
- arie specială de conservare (în aprilie 2015)[1][3][4]

## Biodiversitate
Situată în ecoregiunea boreală, aria protejată conține 13 habitate naturale: Ape puternic oligomezotrofe cu vegetație bentonică cu Chara spp., Lacuri și iazuri distrofice naturale, Cursuri de apă de la nivel de câmpie la nivel montan, cu vegetație Ranunculion fluitantis și Callitricho-Batrachion, Pajiști alpine și boreale, Mlaștini turboase de tranziție și turbării mișcătoare, Izvoare fino-scandinave și mlaștini produse de izvoare bogate în minerale, Izvoare petrifiante cu formare de travertin (Cratoneurion), Mlaștini alcaline, Turbării Aapa, Pante stâncoase silicioase cu vegetație casmofită, Taiga vestică, Păduri fino-scandinave bogate în ierburi cu Picea abies, Mlaștini împădurite.
La baza desemnării sitului se află mai multe specii protejate:
- plante (1): ochii-șoricelului (Saxifraga hirculus)
- păsări (28): minunița (Aegolius funereus), rață sulițar (Anas acuta), gâscă de semănătură (Anser fabalis), ciuf de câmp (Asio flammeus), cocoșul de mesteacăn (Bonasa bonasia), șorecarul comun (Buteo buteo), bătăuș (Calidris pugnax), lebădă de iarnă (Cygnus cygnus), ciocănitoare neagră (Dryocopus martius), Emberiza rustica, șoim de iarnă (Falco columbarius), vânturel roșu (Falco tinnunculus), cufundar mic (Gavia stellata), ciuvică (Glaucidium passerinum), cocor (Grus grus), Lyrurus tetrix tetrix, Mergellus albellus, codobatura galbenă (Motacilla flava), pietrar sur (Oenanthe oenanthe), Phylloscopus borealis, pitulice verzuie (Phylloscopus trochiloides), ciocănitoare de munte (Picoides tridactylus), ploier auriu (Pluvialis apricaria), Surnia ulula, măcăleandru albastru (Tarsiger cyanurus),  cocoș de munte (Tetrao urogallus), fluierar negru (Tringa erythropus), fluierar de mlaștină (Tringa glareola)
- mamifere (1): gluton (Gulo gulo)

Pe lângă speciile protejate, pe teritoriul sitului au mai fost identificate 35 de specii de plante, 3 specii de păsări, 3 specii de mamifere, 17 specii de pești.